# Teatro de Anfiareo
El Teatro Anfiareo era un antiguo teatro griego situado en el santuario de Anfiareo, cerca de Oropo, en Ática Oriental, Grecia. Sus ruinas se encuentran en la zona arqueológica del santuario en el actual municipio de Oropo.

## Historia

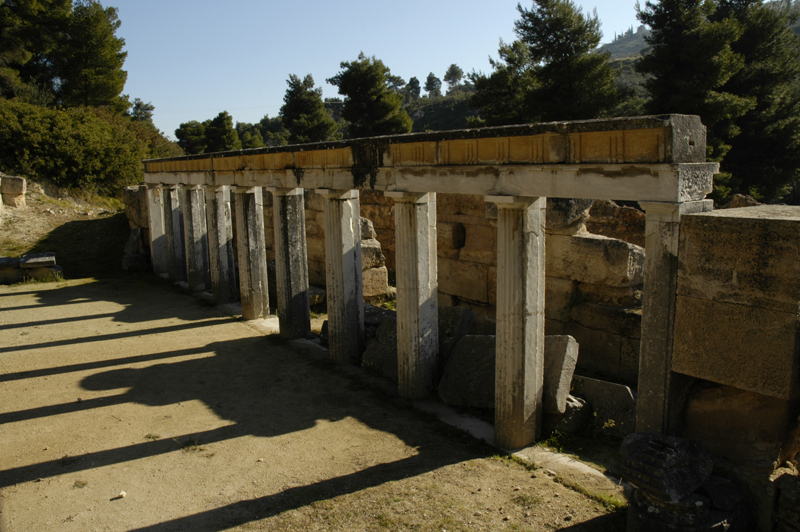
El reformado proskenion del Teatro de Anfiareo.

El teatro fue construido en el período Helenístico hacia el año 200 a. C. Estaba situado en la ladera norte de un santuario construido en el desfiladero, al norte del extremo occidental de la Estoa de Anfiareo. El teatro se utilizaba en el santuario para el festival de las Anfiareas, que se celebraba cada cuatro años. El edificio se mantuvo en uso hasta la época romana, cuando se realizaron nuevas reformas.

## Descripción
El teatro era un típico edificio teatral griego semicircular con un escenario circular ("orchestra") en el centro. En la primera fila del auditorio había cinco asientos de honor con respaldo de mármol. Por lo demás, los asientos del auditorio eran probablemente de madera. La "skené" era un edificio de dos plantas. Tenía un proscenio, con ocho columnas dóricas, que han sido restaurado. En su plano arquitectónico estaba inscrita una dedicatoria a Anfiarao. Durante la época romana, las entradas parodoi del teatro estaban provistas de columnas jónicas.